# Konergino
Konergino (Russisch: Конергино) is een plaats (selo) en selskoje poselenieje in het zuiden van het district Ioeltinski van de Russische autonome okroeg Tsjoekotka gelegen aan de oostkust van de Krestabaai, aan zuidzijde van de Kengyninbocht, op een landtong (kosa) ten zuidoosten van Kaap Kengynin. De plaats ligt hemelsbreed op ongeveer 40 kilometer ten zuidzuidoosten van het districtcentrum Egvekinot, 45 kilometer ten noordnoordoosten van het Inuitdorp Oeëlkal. De plaats is in de zomer alleen bereikbaar per boot of helikopter, maar in de winter ook over een winterweg over de Krestabaai vanaf Egvekinot. De naam van de plaats komt van het Tsjoektsjische woord keiiergyn (кэииергын; ook ke'i'i'jergyn), wat "kronkelige vallei" betekent.
De plaats telde begin 21e eeuw ongeveer 439 inwoners, vooral Tsjoektsjen. De inwoners zijn met name actief in de rendierhouderij, waarvan de brigades zich meestal ophouden langs de oostelijker gelegen rivieren Ergoevejem (Tsj.: Ergyvaam; "lawaaierige (grote) rivier") en Tsjevtakan (Seoetakan; Tsj.: Tsjivtyken; "beneden-") en op de kust van de landtong Meetsjkyn (Tsj.: M'eskyn; "heuvel, hoogte"). Aan de Tsjevtakan hebben een aantal inwoners een visserijgenootschap. Ook werd er in het verleden gejaagd op walrussen.
In het dorp bevinden zich een winkel, postagentschap, hotel, zendstation en dorpshuis (club), waar de folkloristische groep Ergyn ("open plek") actief is. Bij het dorp bevindt zich een kleine haven.

## Bezienswaardigheden
Nabij het dorp ligt het min of meer perfect rondgevormde Tsjevtakanmeer, waar rode zalm en chinookzalm kuit schieten en waar in de herfst, bij het intreden van de eerste vorst, ook trekzalm naartoe komt. De rijkheid aan vis blijkt er uit het voorkomen van vele visgraten op de kust. Het meer wordt gebruikt door vissers en bruine beren. Aan de kust van het meer zijn overblijfselen van neolithische bewoning gevonden.
Ten zuidoosten van het dorp ligt langs de Golf van Anadyr de landtong Meetsjkyn, waar zich een walruskolonie bevindt, die officieel beschermd is. Op deze landtong bevinden zich ook resten van modderhutten en vleeskuilen van vroegere nederzettingen.
Bestuurlijk centrum: Egvekinot

Amgoeëma · Billings · Ioeltin(†) · Konergino · Leningradski(†) · Mys Sjmidta · Noetepelmen · Oeëlkal · Oesjakovskoje(†) · Ozjorny · Poljarny(†) · Ryrkajpi · Vankarem · Vostotsjny(†)